# Magas-bakonyi Tájvédelmi Körzet
A Magas-bakonyi Tájvédelmi Körzet területe 8 753 hektár, ebből fokozottan védett 478 hektár. A tájvédelmi körzet a Balaton-felvidéki Nemzeti Park Igazgatóság alá tartozik.

## Fekvése
A tájvédelmi körzet területe Zirctől nyugatra, a Bakonykoppány, Farkasgyepű, Pénzesgyőr által határolt vonalig terjed. A Dunántúli-középhegység jellegzetes, bükkös erdőkkel borított tájegysége 1991-ben került védelem alá. Védetté nyilvánító jogszabály: A környezetvédelmi és területfejlesztési miniszter 4/1991. (III. 22.) KTM rendelete a Magas-bakonyi Tájvédelmi Körzet létesítéséről. A természetvédelmi oltalmat a terület viszonylagos érintetlensége, kiterjedésének 84%-át borító erdeinek szinte teljes mértékű eredetisége is indokolta.

## Jellemzői
A vidéket a 300-400 méter átlagmagasságú fennsíkokból mintegy száz méterre kiemelkedő rögök alkotják, kisebb-nagyobb medencékkel, és mély szurdokvölgyekkel felszabdalva. A különböző intenzitású geológiai mozgások hatására a Gerence-patak völgyétől keletre sűrűbb völgyhálózat, szurdokok, élesebb gerincek, míg keletre töbrökkel, víznyelőkkel változatos széles hegyhátak, és lankás oldalak alakultak ki. A völgyek, árkok, kisebb-nagyobb szurdokok által szabdalt területen több mint harminc barlang található. A legnevezetesebbek a csaknem függőleges, húsz méter mély kürtővel nyíló Ördöglik, és a Kis- valamint a Nagy-Pénzlik. Különösen érdekes a betyárlegendáktól övezett Odvas-kői-barlang, amelynek már az ősember is kihasználta az adottságait, amint arról a kőkorszaki leletek tanúskodnak. Hasonlóan értékes jelenség a Szárazgerence völgytől délre elterülő töbörmező. A Szömörke-völgyben látható mésztufa lépcső, amelyen a Judit-forrás vize ömlik végig, a Bükk Szalajka-vízeséséhez hasonló látvány. A táj egyik legszebb része a Gerence-patak által kialakított szurdokszerű Gerence-völgy, és a Kerteskői-szurdok, a völgyek sziklafalain kisebb barlangokkal.

### A terület fokozottan védett értékei közé tartozik
- a Szentgáli Tisztavíz-forrás,
- a Bakonybél Szociális Otthon parkja, illetve a Somogyhegy, a Szömörkevölgy és a Tisztavízvölgy,
- Iharkút (Bakonyjákó),
- Kopaszhegy és Öreg-Szarvad-árok (Bakonyszücs),

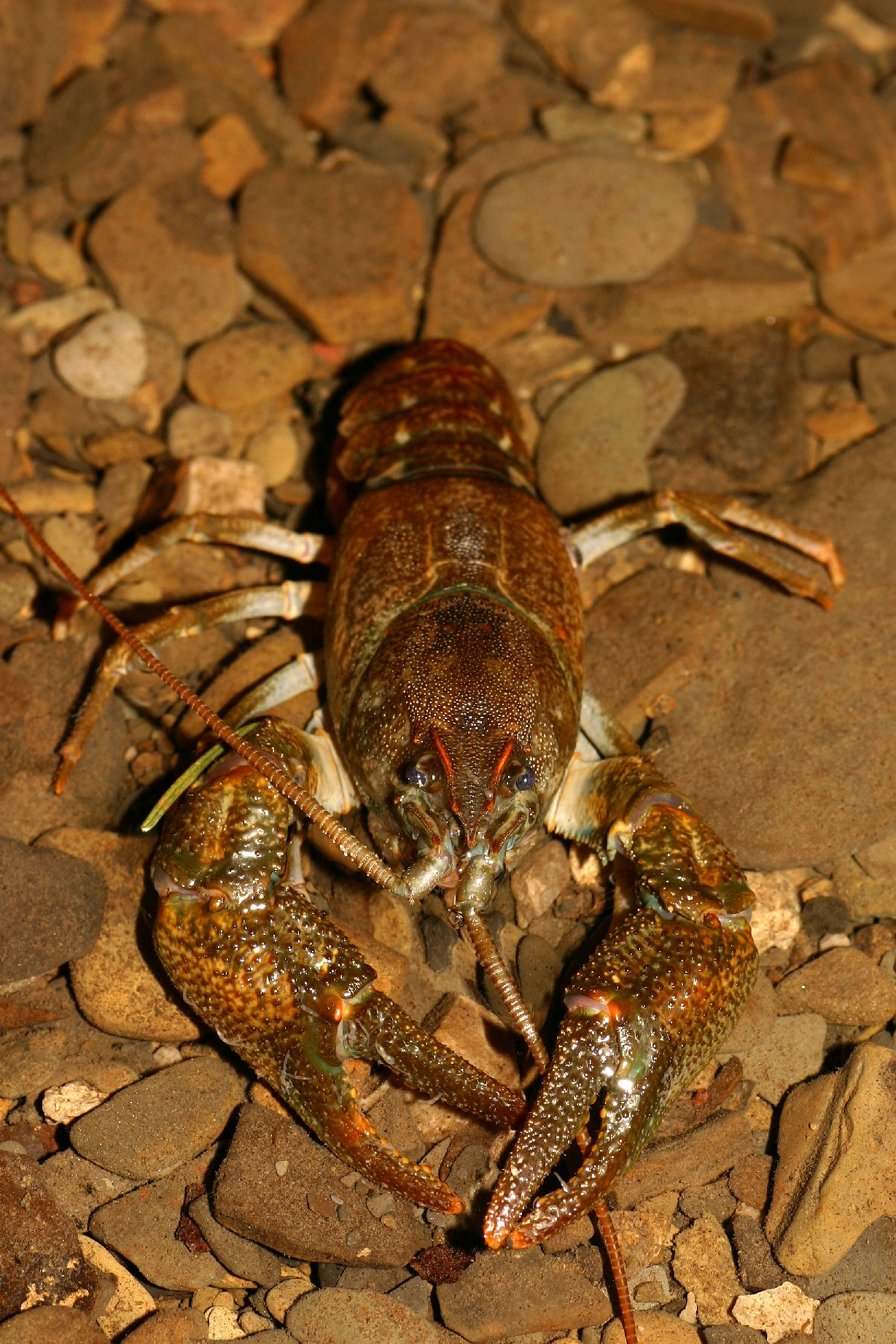
Kövi rák

- Vörös János Séd-völgye (Ugod)

## Növény- és állatvilág

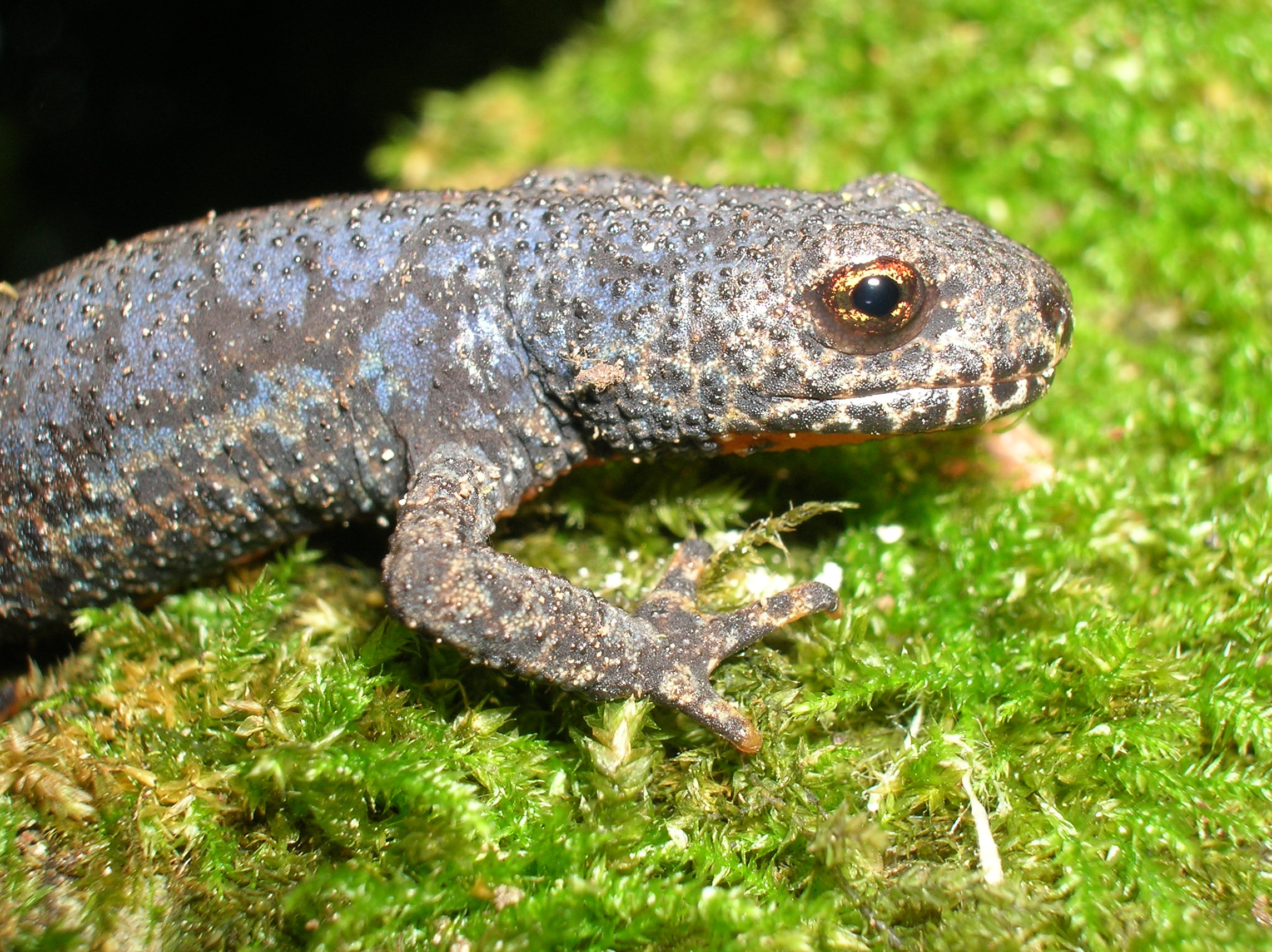
Alpesi gőte

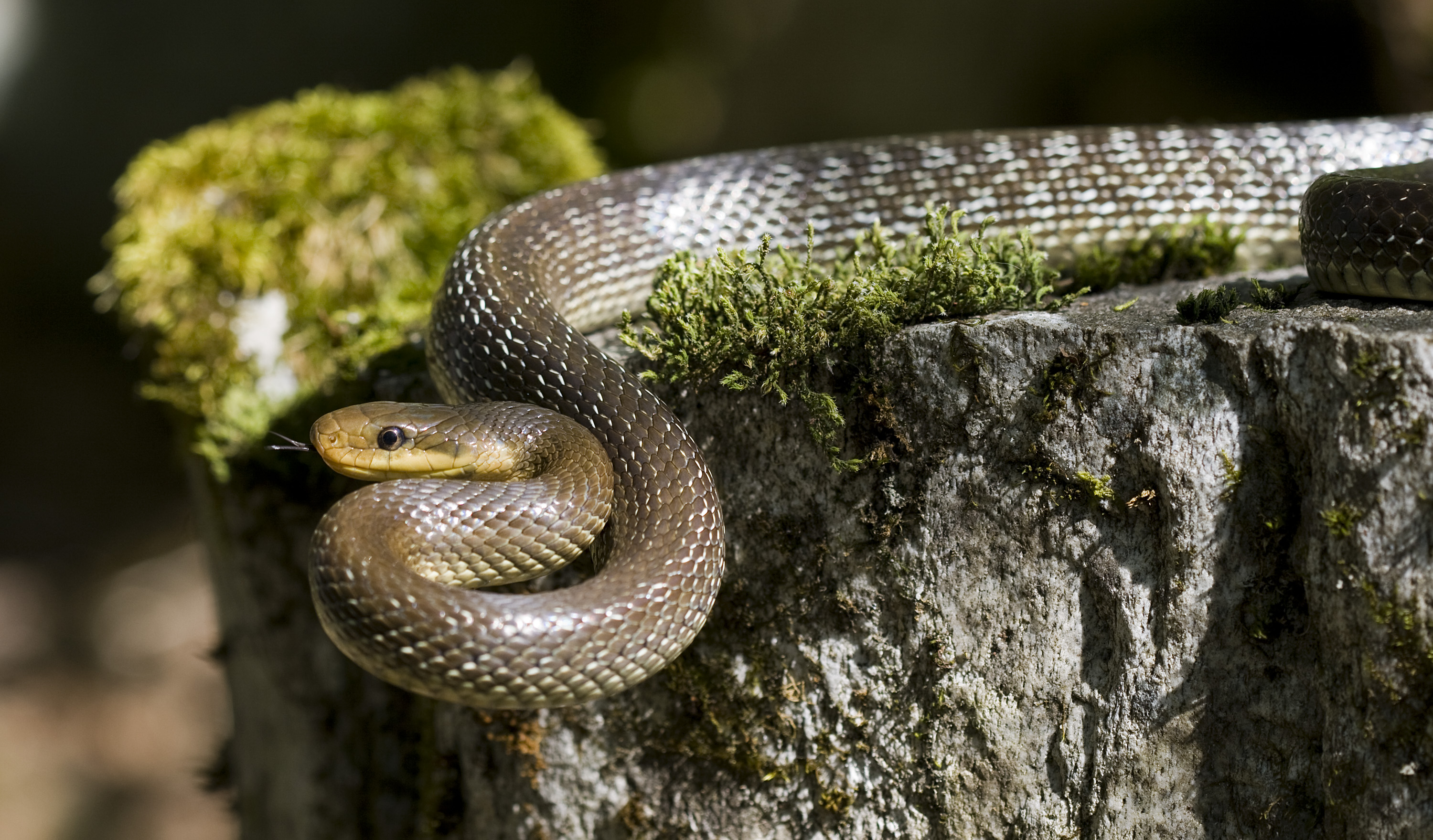
Erdei sikló

A változatos felszín és a zavartalanság sokszínű és értékes növénytársulások kialakulását eredményezte. A Magas-Bakony klímája a hegyvidéki növényzet kialakulásának kedvez: ez a terület az ország egyik leghidegebb és legcsapadékosabb része, ugyanakkor azonban magas a napos órák száma. A hegység legmagasabb területeit hegyi bükkösök (pl. az ősbükkösök a Fekete Séd-völgyben) és magas kőrissel, hegyi szillel vegyes bükkelegyes erdők fedik. A bükkös öv alsó része a Magas-Bakony uralkodó erdőtípusává, a gyakran kőrissel, szillel, juharral elegyes gyertyános-bükkös társulássá alakul. Tovább ereszkedve már gyertyános-tölgyes erdőket találunk, aljnövényzetükben sarkvirág, turbánliliom, és madárfészek kosbor virít. A melegebb, elsősorban déli oldalakat sommal, cserszömörcével vegyes molyhostölgyesek borítják.
A mély, sötét, páratelt szurdokvölgyekben jellegzetes szurdokerdő-társulások élnek, aljnövényzetüket a gímpáfrány, a holdviola, a havasi turbolya jellemzi. A völgyek vízfolyásait az alsó, kiszélesedő patakszakaszokon gyakran kisebb-nagyobb égeresek és láprétek kísérik, szibériai nőszirommal, gyapjúsással, hússzínű ujjaskosborral. A fátlan részeket nyílt dolomit sziklagyepek fedik, deres csenkesszel és törpe sással, naprózsával.
Bár a bakonyi patakok élővilága egykor meglehetősen gazdag volt, mára a falvak beömlő tisztítatlan szennyvize miatt értékes faj alig akad bennük, talán csak a felső részeken, ahol még él a kövi csík, a sujtásos küsz és ritkán kövi rákot is találni. Az égeres, lápos területeken az erdei és a kecskebékán túl, mindkét hazai unkafaj a sárgahasú és a vöröshasú is megtalálható, alpesi gőte is honos. A terület madárvilága is gazdag és értékes. A nagy kiterjedésű, magas fekvésű, kevéssé zavart bükkösökben fekete gólya, kerecsensólyom, kabasólyom, darázsölyv, holló és fehérhátú fakopáncs fészkel.

### Védett és értékes növények

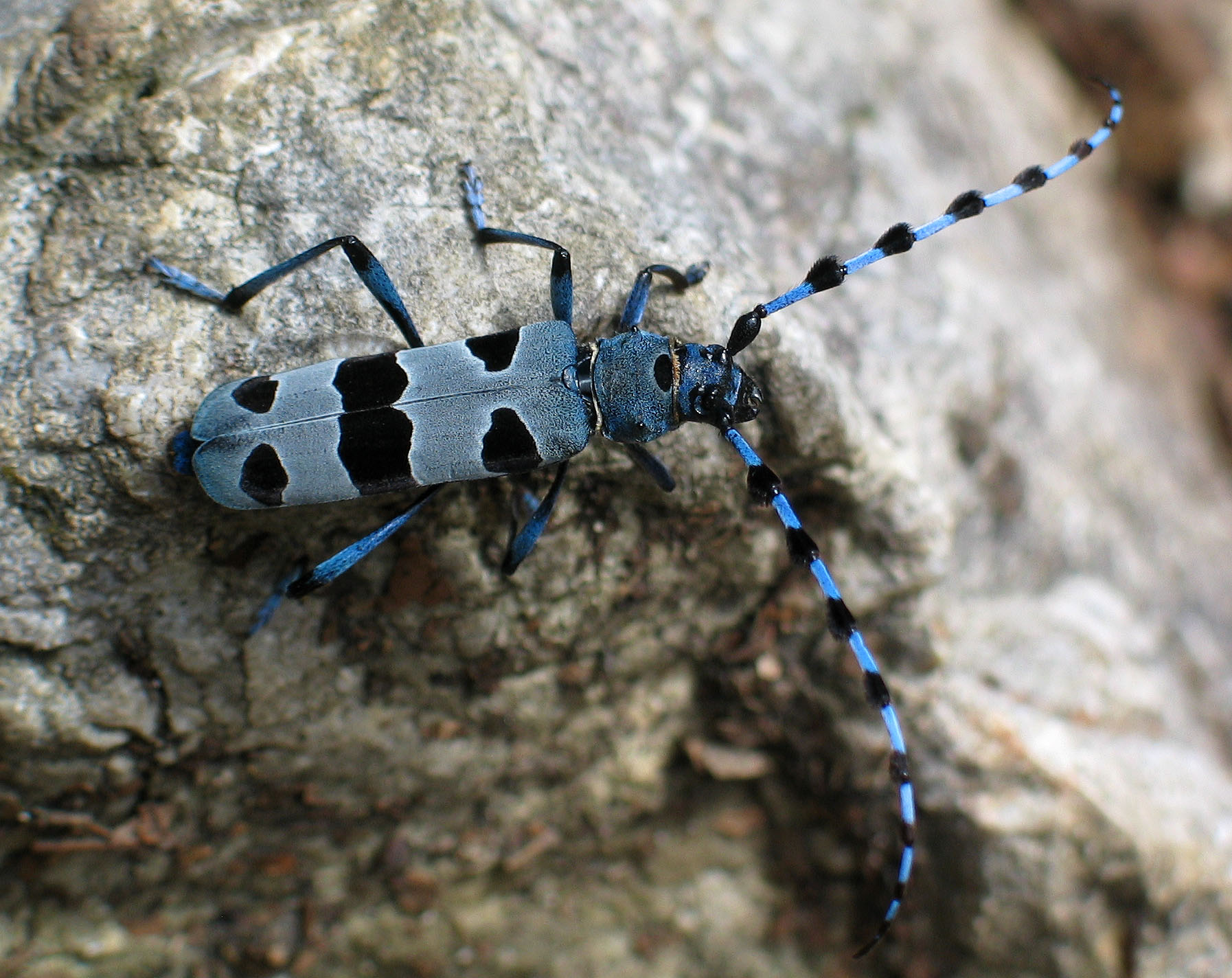
Havasi cincér

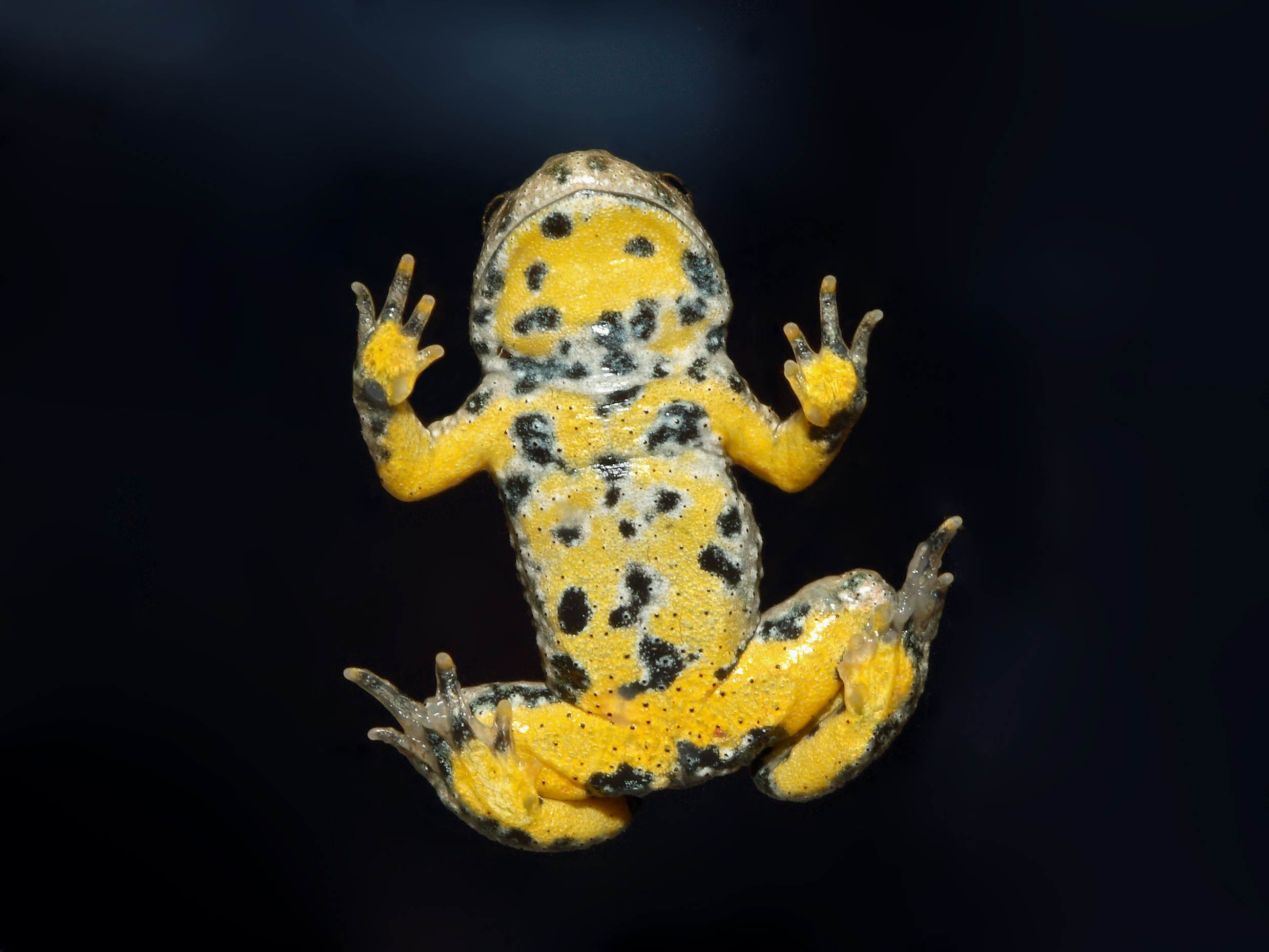
Sárgahasú unka

- babérboroszlán,
- farkasboroszlán,
- lónyelvű csodabogyó,
- szálkás árvalányhaj,
- martilapu szádorgó,
- turbánliliom

### Védett és értékes állatok
- havasi cincér,
- gyászcincér,
- alpesi gőte,
- sárgahasú unka,
- fali gyík,
- vízisikló,
- erdei sikló,
- holló
- vipera

## Kulturális értékek

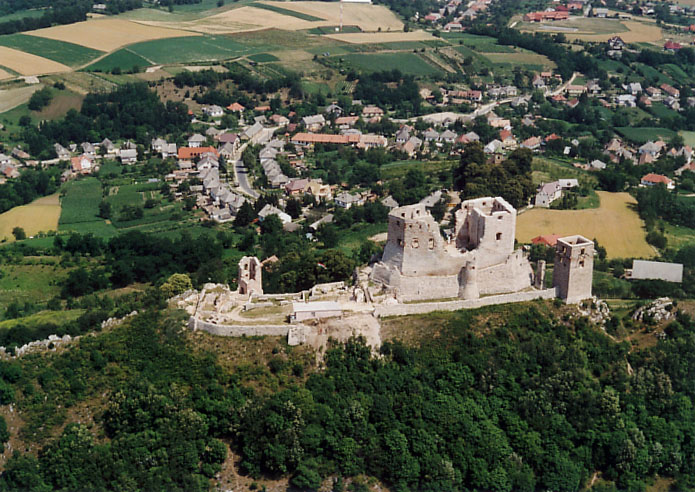
Cseszneki vár

A Magas-Bakony gazdag kulturális örökségének talán legjelentősebb darabja az 1018-ban alapított Szent Mauríciusz Monostor. A hagyomány szerint szintén itt, Szentkút mellett élt remeteként sokáig a későbbi Szent Gellért püspök. Ennek egyik bizonyítéka az Oltár-kő, amely egyesek szerint egykor áldozóhely volt. Bár kívül esik a tájvédelmi körzet határán, feltétlenül érdemes megnézni a viszonylag épségben megmaradt, szépséges Cseszneki várat. Főbb kultúrtörténeti emlékek a területen: halomsírok (Szászhalom), ősi földvárak, sáncok, bakonybéli bencés apátsági templom, Bakonybéli Szociális Betegotthon Parkja (1977 óta megyei védettséget élvez), Szentkút vagy Borostyánkút.

## Külső hivatkozások
- 4/1991. (III. 22.) KTM rendelet a Magas-bakonyi Tájvédelmi Körzet létesítéséről, helyi jelentőségű védett természeti értékként kezelt terület országos jelentőségűvé nyilvánításáról, valamint a természetvédelmi kezelő kijelöléséről (Wolters Kluwer jogtár)
- A Balaton-felvidéki Nemzeti Park honlapja
- A Balaton-felvidéki Nemzeti Park honlapja - A Magas-bakonyi TK leírása